# Imke Wübbenhorst
Imke Wübbenhorst (10 de dezembro de 1988 em Aurich) é uma treinadora de futebol alemã. 

## Carreira
De 2016 a 2018, Wübbenhorst estava jogando como assistente técnico da segunda divisão BV Cloppenburg, para a temporada 2018/19, ela se mudou para o cargo de treinador principal. Em dezembro de 2018, Wübbenhorst assumiu a liderança da equipe masculina do BV Cloppenburg na Oberliga Niedersachsen, depois que o técnico Olaf Blanke havia migrado para o rival direto Delmenhorst.  Ela é, portanto, a primeira treinadora de uma equipe masculina alemã em um nível de jogo tão alto e despertou, por esse fato, uma grande atenção da mídia.

## Títulos
- Promoção à Bundesliga 2013
- Campeão Europeu Sub-19 de 2006 , 2007

## Vida pessoal
Wübbenhorst é professora no Gymnasium Bad Zwischenahn -Edewecht.  Anteriormente, ela ensinou no Liebfrauenschule Cloppenburg.